# Ariana Ramsey
Ariana Ramsey (25 de março de 2000) é uma jogadora de rugby sevens estadunidense.

## Carreira
Ramsey cresceu em Bridgeport, Pensilvânia. Ela estudou na Upper Merion Area High School, onde começou a jogar rúgbi no segundo ano do ensino médio. Ramsey acabou sendo nomeada MVP do time de rúgbi, enquanto também se destacava no wrestling, atletismo e hóquei em campo. Ela credita seu sucesso no rúgbi, em parte, à sua experiência multiesportiva.
Ramsey matriculou-se no Dartmouth College em 2018, marcando seu primeiro try universitário em uma vitória na semifinal da NIRA contra o Exército. Em 2021, ela se tornou a primeira jogadora de rúgbi feminino do Dartmouth a competir nas Olimpíadas.
Ela jogou pela seleção feminina de rúgbi sevens dos Estados Unidos nas Olimpíadas de Verão de 2020, em Tóquio, em 2021. As Eagles ficaram em sexto lugar na competição. Ramsey rompeu o ligamento cruzado anterior durante a partida de abertura das Eagles contra a China, o que a levou a ficar de fora de sua temporada sênior em Dartmouth. Ramsey foi nomeada para a equipe feminina de sevens dos Estados Unidos para as Olimpíadas de Verão de 2024 em Paris. Seu time derrotou a Austrália na disputa pela medalha de bronze e ganhou a primeira medalha olímpica dos EUA em sevens.